# Сатыбалды
Сатыбалды (каз. Сатыбалды) — село в Казталовском районе Западно-Казахстанской области Казахстана. Входит в состав Коктерекского сельского округа. Код КАТО — 274849500.

## Население
В 1999 году население села составляло 334 человека (161 мужчина и 173 женщины). По данным переписи 2009 года, в селе проживали 332 человека (163 мужчины и 169 женщин).